# Saturnino Osorio
Saturnino Baltazar Osorio Zapata (6 gennaio 1945 – 1980) è stato un calciatore salvadoregno, di ruolo difensore.

## Carriera
Prese parte con la Nazionale salvadoregna ai Mondiali del 1970.